# Fidonia concolor
Fidonia concolor là một loài bướm đêm trong họ Geometridae.